# Радомир Путник
Радомир Путник (Крагујевац, 12/24. јануар 1847 — Ница, 17. мај 1917) био је српски војвода (фелдмаршал). Током своје богате војничке каријере био је два пута начелник Главног генералштаба, пет пута Министар војни и начелник Штаба Врховне команде Војске Краљевине Србије у Балканским и Првом светском рату.
Као питомац Војне академије, првобитно се школовао за артиљеријског официра, али је касније променио интересовања у правцу генералштабне службе. Борио се у српско-турским ратовима 1876—1878. као мајор, командант Рудничке бригаде. Ушао је 16. децембра 1877. године после неколико дана тешких борби од стране Турака у напуштеном село Нишор. Током другог српско-турског рата је одиграо важну улогу приликом ослобођења Ниша. За време српско-бугарског рата вршио је функцију начелника штаба Дунавске дивизије, која је учествовала у бици код Сливнице.
Од 1886. до 1889. године био је начелник Обавештајног, а затим Оперативног одељења Главног генералштаба. Од 1890. обављао је дужност помоћника начелника Главног генералштаба. Пензионисан је 1896. године. После Мајског преврата, реактивиран је и постављен за начелника Главног генералштаба. На овом положају је остао до 1912. године.
У Балканским ратовима био је начелник штаба Врховне команде. После Кумановске битке унапређен је у чин првог војводе (фелдмаршала) српске војске. У Битољској бици је одиграо кључну улогу и правилним распоредом снага је Турцима нанео велики ударац у Првом балканском рату. У наставку рата је командовао продором ка Јадранском мору, који се завршио опсадом Скадра. Упркос војничкој победи, Скадар је након притисака великих сила припао новооснованој албанској држави. У сукобу са Бугарском за време Другог балканског рата је нанео пораз бугарској војсци у Брегалничкој бици, где није искористио сав потенцијал победе да докрајчи Бугаре.
У Првом светском рату био је начелник штаба Врховне команде, све до погоршања његове болести 1916. када га је на том месту наследио генерал Петар Бојовић. Путник је командовао српском војском за време све четири непријатељске офанзиве на Србију. Током битке на Церу, уз помоћ промућурног команданта Друге армије Степе Степановића нанео је Аустроугарима велики пораз. Противио се српској офанзиви у правцу Срема, али је на притисак владе организовао офанзиву на непријатељску територију. Након почетних успеха, због гомилања непријатељских снага на Дрини, повукао је војску и спремио се за нову одбрану Србије. Његова одлука да напусти Београд и скрати фронт за време Колубарске битке је била пресудна, јер је српска војска добила време да се опорави и одмори. Препорођену српску војску је повео у офанзиву која је нанела одлучујући ударац Аустроугарима код Сувобора, након чега је аустроугарска војска потиснута са територије Србије. Када је почела четврта офанзива на Србију, Путник је већ био тешко оболео и није имао много удела у оперативним одлукама. Ипак, у околностима које су биле веома неповољне по Србију, успео је да организује повлачење српске војске преко албанских и црногорских планина, на албанско приморје.
Тешко болестан, Путник је стигао у Скадар 6. децембра 1915. године, а 9. јануара 1916. је пребачен на Крф, где се лечио до септембра исте године. Са Крфа је отишао у Ницу да настави лечење, где је и преминуо. Његови посмртни остаци су пренети 6. децембра 1926. године у Краљевину СХС, скоро десет година након смрти. Сахрањен је 7. децембра на Новом гробљу уз све државне и војне почасти. Уврштен је у ред највећих војсковођа Првог светског рата и српске ратне историје.

## Младост и школовање (1847—1876)
Радомир Путник се родио 12/24. јануара 1847. у Крагујевцу. Његов отац Димитрије рођен је у Белој Цркви као син јединац и био је учитељ. Даље порекло по оцу је са Космета одакле је крајем 18. века дошао Радомиров деда Арсеније. Из Баната се преселио у Крагујевац, где је био познат као најбољи учитељ у основној школи. Мајка му се звала Марија, и као и његов отац, родила се у Белој Цркви. Радомир је много поштовао своју мајку, и издржавао ју је до краја живота. Она је на њега имала много јачи утицај него отац Димитрије. Путник је имао два брата и две сестре.
У свом родном месту је завршио основну школу и нижу гимназију. Презиме Путник његова породица је добила у време када су се њихови преци, тачније деда Арсеније, доселили са Косова у Белу Цркву. Када су његовог деду, који је тада имао око седам година, упитали како се зове, одговорио је да је он путник у непознатом правцу. Тако су Арсенија назвали Путник.
Радомир је кренуо у школу са шест година, иако је основно школовање обично почињало са седам година. Био је добар ђак, одмерен и учтив, али волео је да се у друштву наметне као први, да се његова реч слуша. Ту особину је задржао кроз цео живот. Избегавао је велико друштво, и за пријатеље је бирао оне који су били скромни, и који су желели да слушају њега као вођу. Још једна особина коју је задржао током свог живота је скромност, никад није желео да се хвали својим успесима.
Многим наставницима је задавао главобољу, јер је често постављао потпитања после њихових предавања. У то време наставници нису волели да нашироко и надугачко објашњавају оно што предају, већ су се строго држали задате теме, тако да Радомир није био много омиљен код њих. Вероватно је и то био разлог зашто му је наставник немачког језика „дао тројку“. Путник је иначе течно говорио немачки језик и веома ретко је користио речник, чак и када је читао немачку литературу. Путник је сматрао је да не треба учити само за школу, већ и за живот. Повремено је свирао гитару и певао, углавном на молбе својих родитеља.
Велики утицаја на младог Путника оставио је војвода Стеван Книћанин, који је био познат као велики патриота, и који је умногоме утицао на буђење националне свести код омладине Путникове генерације. Личност Војводе Книћанина је била један од главних разлога да Путник заволи војнички позив.
У септембру 1861. после завршене пете године гимназије уписао се на Војну академију у Београду, одсек Артиљеријска официрска школа. Академију је успешно завршио 1866, као осми у класи. Још као питомац Артиљеријске школе, због свог карактера скренуо је пажњу својих претпостављених. Био је строг према млађим питомцима, када је то било за њихово добро, али и веома пажљив и озбиљан. Нарочито се истицао у знању и разумевању војничке тактике, стратегије, географије, у познавању оружја и артиљерије. Био је одличан цртач, а велике страсти су му биле јахање и гимнастика.
У први официрски чин артиљеријског потпоручника унапређен је 17. новембра 1866. године када је постављен за командира вода 4. пољске батерије. Ту дужност ипак није преузео, првенствено што је био талентован цртач. Због тога је задржан на раду у Топографском одељењу Министарства војног. У Министарству војном је радио до јануара 1867. када је пребачен у оперативну јединицу, где је постављен за командира вода. Командант батерије је постао две године касније, 17. октобра 1868. када је премештен у Чачак. На то место га је поставио тадашњи потпуковник Јован Белимарковић. У априлу 1869. постављен је на место команданта 4. брдске батерије. Дана 28. јун 1871. унапређен је у чин поручника. Ађутантом Рудничке бригаде постаје 1. априла 1876, уједно добивши чин капетана друге класе. На том положају је остао до 25. јула исте године када је постављен за команданта бригаде.

## Први српско-турски рат (1876—1877)
„Ватрено крштење“ на месту заповедника бригаде Путник је имао у бици код Калипоља у првом Српско-турском рату (1876—1877). Српска војска је у тој бици претрпела тежак пораз, највише због лоше организације и погрешне тактике генерала Франтишека Заха. Путникова бригада, која је била део Ибарске војске, покушала је да 24. јула заузме истурено кладничко утврђење Огоријевац, али без икаквог успеха. Напад се свео на артиљериски двобој између српске и турске војске, у ком је Путникова опсадна артиљерија одиграла значајну улогу, дејствујући по турским утврђењима на Калипољу. Турци су 5. августа узвратили ударом на лево крило Ибарске војске, које је под притиском морало да напусти положаје око Сувог рта и Боровца. Након два дана, турски заповедник Мехмед Али-паша је са 15 батаљона напао лево крило и центар Ибарске војске на Доловима и Смиљевачком пољу. Српским трупама које су се повлачиле пред налетом турске војске одступницу је чинила Путникова артиљеријска јединица, која је гранатирала Турке који су напредовали, све док и сама није дошла под ударе турске пешадије, након чега се повукла ка селу Кушићи. Путников ратни пут је почео поразом код Калипоља и уз велике губитке. Ипак, тај пораз је била оперативно-тактичка лекција коју никад није заборавио.
Следећа битка у којој је Путник учествовао је била битка код села Адровца. Турци су отпочели напад 1. септембра артиљеријским ударима, који су трајали око четири сата. Након тога, пешадија је кренула у фронтални напад дуж целог фронта. Турци су појачали притисак на десно крило, са намером да српску војску натерају на повлачење ка Великој Морави. Када су батаљони који су се налазили у првим борбеним редовима почели да се повлаче, Путник је послао појачање у виду 2. и 3. батаљона Рудничке бригаде, а након тога и 1. батаљон прве класе. Међутим, трупе са десног крила су се ужурбано повлачиле и јединице које су стигле као појачање су им се придружиле. Генерал Михаил Черњајев је пратио развој битке, али под командом није имао резерве које је могао да пошаље у помоћ. Када се чинило да ће српска војска бити притерана ка Морави, Путник у борбу уводи један батаљон Рудничке бригаде друге класе којим је лично командовао. Радомир Путник се појавио на челу батаљона са исуканом сабљом и тиме позитивно утицао на морал војника у три претходно послата батаљона. Охрабрена српска војска је кренула у контранапад, одбивши непријатеља до Песковитог лаза и Сараманске косе. Тек кад је Ејуб-пашин корпус фронталним нападом заузео Прћиловичке висове, угрозивши тако директно позадину и бок српских јединица код Горњих Адроваца, Рудничка бригада је била присиљена на повлачење, заједно са осталим јединицама на линију Трњане-Житковац, а већ сутрадан, 2. септембра на почетне положаје на гребену између Ђуниске и Пешчаничке реке. У боју код Адревца, Рудничка бригада је изгубила 696 војника, а Радомир Путник се показао као храбар и способан командант.
Турци су након битке код Адровца одбацили српско десно крило са линије Ђунис-Шиљеговац и ту су зауставили напредовање. Након тих борби, наступило је десетодневно примирје, које су обе стране искористиле за припрему за наставак борби.
Генерал Черњајев је 28. септембра наредио напад на турску војску на левој обали Мораве. Прве у напад су прешле трупе са креветског гребена под командом руског пуковника Межењинова, и у склопу тих јединица је била и Путникова бригада, која је наступила у другом борбеном реду. Српска војска је упорно јуришала на турске положаје успевши са потисне турске предстраже иако су се Турци храбро бранили и одбијали све српске нападе. Након убацивања последњих резерви и неуспешног напада, десетковане јединице Креветске колоне су се повукле на почетне положаје. Битка на Кревету је завршена без победника и сврстава се међу најкрвавије битке овог рата. У тој бици Срби су изгубили око 2.500, а Турци 1.200 људи. Путник се у овој бици показао као хладнокрван предводник, а нападе своје јединице водио је веома ревносно. Након битке на Кревету, наступило је примирје које је са прекидима трајало до 19. октобра.
Када су 20. октобра почели нови окршаји, генерал Черњајев се са својим штабом попео на вис где су се додиривала крила Руско-српске и Рудничке бригаде, којом је командовао Путник. Током ноћи, комора његове бригаде је уз велики напор, у блату до колена изнела следовања хлеба за војску. Чим је угледао ту комору, помоћник начелника штаба генерала Черњајева, потпуковник Монтеверде је наредио да се следовање проследи Руско-српској бригади, која још није имала организовану комору. Путник се тој одлуци успротивио, и нагласио да његови војници нису јели ништа 24 часа, као и да је комора бригаде под његовом командом са великом муком довукла то следовање на положај. Монтеверде се нашао увређен, јер је навикао на покорност млађих по чину. У бесу је изнео низ увреда на рачун тада капетана Путника, захтевајући од Черњајева да због непослушности Путника стави у затвор, што је он и урадио без додатних испитивања. Након што је начелник санитета Моравско-тимочке војске Владан Ђорђевић скренуо пажњу Черњајеву на Путникове војничке квалитете и чињеницу да је млади капетан само стао у заштиту својих војника који су заслужили своје следовање хране, генерал Черњајев је пустио Путника из затвора и укорио потпуковника Монтевердеа. Путник је показао да је спреман да зарад својих војника уђе у сукоб са официрима вишег чина, и такав је остао до краја своје каријере.
Битка код Великог Шиљеговца је настављена 21. октобра офанзивом корпуса под командом Ђуре Хорватовића на турске положаје. Турци су одбили тај напад и 23. октобра прешли у општи напад против српских јединица на линији Рибничка река-Кревет. Положај српских снага био је стратешки неповољан, због бољих позиција које су заузеле турске јединице. Краткотрајно затишје је прекинуто 29. октобра, када је Керим-пашина армија напала српску војску у долини Јужне Мораве. Турска војска је заузела масив између Јужне Мораве и Ђуниске реке, а српска војска се уместо ка Ђуниском вису повлачила ка мостовима на Морави. Ти положаји су били много тежи за одбрану и Ђунис је брзо пао.
Иако се Путникова бригада храбро борила у бици код Ђуниса, то није имало неки позитивнији одјек на развој целокупне операције. И сам Путник је увидео да је пораз неизбежан, управо због чињенице да је српска војска била тактички, технички и бројчано знатно испод турских јединица.
Низ пораза у биткама на Адровцу, Шиљеговцу, Кревету и Ђунису, је довео до пораза Србије у првом рату са Турском. Већ тада се Радомир Путник показао као способан и храбар официр и одличан командант са великом стваралачком иницијативом. Због својих војничких заслуга у овом сукобу, Путник је 1. септембра 1876. унапређен у чин капетана прве класе, а већ 7. децембра исте године и у чин мајора.

## Други српско-турски рат (1877—1878)
Операције српске војске почеле су у јутро 15. децембра и Моравски корпус је прешао границу и почео наступање према Нишу. У међувремену је заузето Прокупље, Куршумлија, Чечина и Лесковац, чиме су се створили услови за напад на Ниш. Али, Врховна команда је желела да прво заузме Белу Паланку и Пирот, чиме би се пресекла комуникација између Турака у Нишу и Софији, и била успостављена директна веза са руским снагама. Овај задатак је био поверен Шумадијском и Тимочком корпусу под командом генерала Јована Белимарковића. Рудничка бригада прве класе, којом је командовао мајор Радомир Путник, налазила се у саставу Шумадијског корпуса. Ове снаге су покренуте 17. децембра.
Јединице Шумадијског корпуса на границу су стигле тек 19. децембра, и због одужене мобилизације и лошег времена су имале низак морал. Упркос томе, офанзива Шумадијског и Тимочког корпуса почело је 24. децембра, нападом на Белу Паланку коју је бранило око 2 хиљаде турских пешака, 40 коњаника и батерија топова. После краћих борби, турска војска је нападнута и са њеног десног бока због чега је била приморана да се повуче.
Пирот су ослободиле трупе Шумадијског и Тимочког корпуса 28. децембра, где су дочекани поздравима и веселим Пироћанцима. Весеље је достигло врхунац када су војници Путникове бригаде сложили пушке у купе и заиграли српско коло. У борбама за Пирот заробљено је око 200 турских војника и официра, као и 28 топова и 1.500 пушака. Губици на српској страни су били 110 погинулих и 580 рањених.
После ослобођења Пирота, Врховна команда је издала наређење да се Шумадијски корпус упути према Нишу, и да у сарадњи са Моравским корпусом, нападне и ослободи град. Утврђено је да је одбрана Ниша била најслабија на јужној и југоисточној страни, па је Врховна команда наредила да напад на тој страни изврши Шумадијски корпус, док би Моравски корпус притискао на осталим деловима фронта. Генерал Белимарковић је 6. јануара упутио Рудничку бригаду под Путниковом командом, на Вучи Дел, са задатком да у сарадњи са три батаљона Пожаревачке бригаде, који су тамо већ пристигли, потпуно заузму и осигурају тај стратешки битан положај. Истовремено, Турци су напали пожаревачке батаљоне, који су уз помоћ Путникове бригаде, прво одбили тај напад, а затим организовали контраудар. Турци су морали да се повуку на положај Мала камара.
Општи напад на Ниш је почео 7. јануара, и већ тог дана су остварени значајни резултати. Шумадијски корпус је заузео Марково кале, Ћурлинске висове и Велику камару, док је Моравски корпус артиљеријском паљбом обасипао утврђења на Винику. Међутим, Турци су пружали жесток отпор, нарочито посада која је бранила Горицу. Чим је почела борба на Горици, командант 2. шумадијске дивизије је наредио да 2. артиљеријски пук туче турске положаје на Малој камари. После једночасовне артиљеријске припреме, Путник је наредио пешадијски напад. Упркос јаком бомбардовању, Турци су држали положаје, и чак у неколико наврата су покушавали да узврате контраударима. Међутим, Рудничка бригада је напокон савладала турски отпор и на положаје код Мале камаре су почели да довлаче артиљерију.
Након заузимања Горице и Мале камаре, пуковник Лешјанин је послао захтев турској војсци да се преда. Турска војска је 10. јануара предала Ниш. За ослобођење града Ниша, Путник је награђен руским орденом Светог Станислава са мачевима другог реда.
Даљи ток операција усмерио је Шумадијски корпус долином реке Мораве у правцу Врања, одакле је преко Гњилана требало да се упути према Приштини. Српске трупе су до 18. јануара биле постављене у ширем подручју града Лесковца са циљем да се очисти Грделички теснац, након чега би се наступало према Врању. За тај напад су формиране три колоне, и Путникова бригада је формирала корпусну резерву која се кретала иза средње колоне, која је била под командом пуковника Нићифора Јовановића. Грделица је ослобођена 21. јануара, и Турци су имали 350 погинулих, а Срби 298.
Генерал Белимарковић је одредио 20. јануар као датум за почетак напада на Врање. Рудничка бригада је имала задатак да 31. јануара, у случају да Турци напусте своје положаје испред Врања, крену у потеру за њима. Због густе магле, напад је каснио неколико сати. После краће борбе са турским јединицама које су штитиле одступницу, претходница Рудничке бригаде је око 9 часова ушла у Врање. Турци нису успели да зауставе напредовање претходнице, па су наставили повлачење у правцу Куманова. Путникова јединица је била преморена и није имала снаге да настави прогон турских јединица. Тек након што је од команданта корпуса добио појачање у виду два батаљона Рудничке бригаде, наставио је гоњење Турака у правцу Бујановца. До већих борби је дошло само на мосту код Бујановца, након чега су турске снаге натеране у бекство. Рудничка бригада је била преморена и није могла да настави прогон, него је свој поход завршила у Бујановцу.
Након ослобођења Врања, српска војска је наставила наступање у правцу Гњилана. Претходницу српских снага које су пристигле у Гњилане чиниле су два батаљона Рудничке бригаде под Путниковом командом, које нису наишле на отпор приликом уласка у град. Јединица под његовом командом је 5. фебруара напредовала до Грачанице и Липљана, где су добили наређење о престанку борби.

## Период мира (1878—1885)
Здрав, крепак и окретан. Способан потпуно за службу у рату. Зна добро прописе и правила за маневровање. Потпуно способан за самостално командовање и администровање једном бригадом. Има добро и стручно артиљеријско знање. Карактера чврстог и поузданог. Присебан у опасним моментима. Љубљен од својих трупа које успешно води у бој. Праведно строг спрам млађих, пријатељ са равним, примеран спроћу старијих.

Краљ Милан је након српско-турских ратова форсирао реформе војске, у којима је једна од главних новина било укидање народне војске. Нова организација је предвиђала остављање само сталног кадра, који је био подељен у три позива. Радомир Путник је активно учествовао у реформама војске. У јесен 1878. постављен је на место команданта Врањске окружне војске, али је на тој функцији остао само неколико месеци.
Војска је 1879. године покренула часопис „Ратник“, који је објављивао чланке са темом ратне вештине, стратегије, тактике, војне историје и Путник је у њему био повремени сарадник. Године 1879. послат је на шест месеци у Русију да би се упознао са наоружањем у склопу руске војске. Кад се вратио из Русије, оженио се Љубицом Бојовић, ћерком генералштабног потпуковника Тодора Бојовића, са којом је имао седморо деце а затим је положио пријемни испит за генералштабну струку. Године 1880, формирана је Виша школа Војне академије, у којој је Путник једно време предавао тактику и генералштабну службу.
Након повратка са обуке у Русији, постављен је на службу у артиљеријско одељење министарства војног. Почетком 1880. пребачен је на место начелника штаба Дунавске дивизије стајаће војске. На тој позицији није дуго остао и већ након годину дана је постављен на место команданта Топличке окружне војске, коју је тек требало формирати. Путник је сматрао да је то деградација његовог положаја и написао је жалбу у којој је протестовао због прераног пребацивања на нову дужност. Због коришћења прејаких речи, ова жалба му је донела казну од 15 дана затвора.
Пошто се уверио да ће му бити потребне формалне квалификације за даљи напредак у служби, па је почео да се припрема за испит, који би му омогућио прелазак у генералштабну струку. Две године је спремао испит и положио га. У октобру 1883. је постављен за начелника штаба Дунавске дивизије, чије се седиште налазило у Београду. На том положају је 4. јуна 1884. унапређен у чин артиљеријског потпуковника а након унапређења пребачен је у генералштабну струку. Упоредо са обављањем редовних активности, 1883. је објавио студију Артиљерија у градској војни.

## Српско-бугарски рат (1885)
Путникова Дунавска дивизија је на почетку рата учествовала у напредовању српске војске према Софији. Брзо је напредовала према Цариброду и Драгоманском теснацу, где је стигла до 15. новембра. У наставку операције, 16. новембра, главнина Моравске дивизије напредовала је преко планине Руј ка Трну. Током 16. новембра дивизија није наишла на отпор, али је њено напредовање заустављено по наређењу Врховне команде.
Дунавска дивизија је од самог почетка учествовала у бици код Сливнице. За време првог дана борби положај дивизије није био забрињавајући, али је командант дивизије страховао од напада Бугара. Дозволио је да се други мешају у његов посао и да одводе батаљон по батаљон војске из резерви. Због тога је снага дивизије била знато смањена, на шта се додало око 700 људи избачених из строја током борби.
Другог дана битке је постављен нови командант Дунавске дивизије коме је скренута пажња да покрива леви бок Нишавске војске. За њега је то био главни задатак, па није много размишљао о планирању офанзивних акција. У току дана је пренета дезинформација да Бугари гомилају снаге на левом боку Нишавске војске, због чега је краљ Милан, без претходног проверавања те информације, наредио повлачење према левом боку Дунавске дивизије. Та информација је била потпуно нетачна, јер је бугарски ратни савет претходне ноћи разматрао повлачење са Сливнице на нове положаје ближе Софији.
Трећег дана битке су вођене најжешће борбе, и положаје Дунавске дивизије је око 11 часова напало 12 бугарских батаљона под командом официра Бендерева. Дунавска дивизија, иако у неповољном положају и бројчано надјачана, је одолевала нападима све до предвече, када је била приморана да се повуче. Бугарске трупе су након тога почеле да потискују српску војску, и 23. новембра, Дунавска дивизија је потиснута из Цариброда. У зору 27. новембра, Бугари су из Пирота одбацили делове Дунавске дивизије. Бугарске трупе су напредовањем према Пироту оставили незаштићене бокове, што је Дунавска дивизија уз помоће елемената Шумадијске дивизије, искористила и принудила Бугаре на повлачење. Последња активност Путникове Дунавске дивизије у овом рату је било повлачење на положај Белава, где је дочекала примирје.

## Успон, пензионисање и реактивирање (1886—1903)
Из историје знамо, господо, да смо ми када год је Русији било добро и када год се она није налазила у невољним приликама, могли рачунати свагда на њену помоћ. Када год је она била у невољним приликама, као што је био тај јапански рат, за нас је било врло незгодно, па се можда постављало и питање нашег опстанка. Докле год смо ми могли да рачунамо на снагу Русије, на њену слободу акције, ми нисмо имали да зебемо од непријатеља. Чим се она заплела у један незгодан рат, сасвим је оправдано било што смо зебли о нашем опстанку и што смо се почели нагло утврђивати на турској граници, одакле је било понајвеће зебње и сумње.

Након пораза у српско-бугарском рату, извучене су поуке и извршена реорганизација до тад занемарене обавештајне службе. Тај задатак је поверен потпуковнику Радомиру Путнику, који је постављен на позицију начелника Спољашњег одсека Оперативног одељења Главног генералштаба. Рад обавештајног одсека Путник је усмерио на скупљање података о потенцијалним непријатељима и савезницима Краљевине Србије, мада је фокус био стављен на проучавање непријатеља. Тежио је да оперативни подаци служе као смерница Генералштабу, а не за употребу у политичким обрачунима.
На тој позицији Путник није остао дуго, око две године, и на позицију начелника Оперативног одељења Главног генералштаба постављен је у априлу 1888. Ова функција је била много одговорнија и Путник је могао много више да утиче на решавање проблема организације војске. Док је био на тој функцији, унапређен је у генералштабног пуковника у јануару 1889. године. Он је током 1890. године осим постојећих, вршио функције и помоћника начелника Главног генералштаба и професора на вишој Војној академији, на којој је предавао тактику и генералштабну службу. Исте године држава је о свом трошку објавила његово дело Ђенералштабна служба у мирно доба, које је било обимно дело, од 641 стране.
Након абдикације краља Милана у корист свог сина Александра и доношења новог устава, демократске струје су захватиле све сегменте српског друштва, па и војску. Путник је био лојалан круни, али никад није умео да се улагује краљевима, ни Милану ни Александру. Било је оних официра којима је то био главни адут у напредовању у служби, али су се ти људи Путнику гадили. Такво Путниково држање су оба краља под којима је служио, сматрали за антидинастичко, јер су навикли да се пред њима официри поставе снисходљиво. Иако за деловање против круне нису имали доказа, 1893. смењен је са места помоћника начелника Главног генералштаба и постављен на чело испитне комисије за чин мајора. То је био сигуран знак немислости и неповерења, иако је том приликом био одликован Таковским крстом трећег степена.
На челу испитне комисије је остао четири месеца, након чега је постављен на место команданта Шумадијске дивизијске области, што се сматрало унапређењем. Међутим, када је краљ почетком августа кренуо у обилазак Србије, и стигао у рејон надлежности Шумадијске дивизије, био је веома љут што га није дочекао Путник. Након што се сусрео са краљем, он га је дочекао веома бесно због наводног непоштовања, иако је он тада био на одсуству. За то одсуство је знао и министар војни, али није био спреман да стане његову заштиту. Изгледало је као да је намерно баш тада краљ дошао у обилазак Шумадијске дивизије, чиме би имао разлог да смени Путника.
У априлу 1894. је враћен на место испитивача за мајорски чин, где се показао као строг али правичан председник испитне комисије. То је показао и у случају када је на полагање мајорског испита дошао капетан Михаило Радуловић, који је био под заштитом бившег краља Милана. Путник је тога био свестан, и упркос томе га је оборио, јер није имао потребно знање. Након тога је сносио последице у виду смене са места председника испитне комисије и постављања на позицију заменика председника Војног касационог суда, функције која није имала много везе са војском. Путник је неко време остао на тој позицији, и надао се да ће неправда бити исправљена. Ипак убрзо је изгубио стрпљење, и сам затражио одлазак у пензију. Предлог за пензионисање потписао је министар војни генерал Драгутин Франасовић по указу из 26. октобра 1896. године.
Бивши краљ Милан је испричао своју верзију приче са разлозима за пензионисање Радомира Путника, која није била претерано уверљива. По тој верзији, пензионисан је због неосноване сумње да је учествовао у такозваној Чебинчевој завери, која је наводно припремана против краља Александра. У априлу 1894. Михаило Чебинац је ухапшен на железничкој станици у Београду, када је покушао да пређе у Аустроугарску, и у торби коју је носио је нађено писмо за Петра Карађорђевића и свеска у којој су били унети сви Чебинчеви састанци и разговори. У тој свесци се налазило и Путниково име, што је указало да је он члан завереничке групе која је дејствовала против круне.
Након пензионисања, Путник се бавио завршавањем и припремом за штампу другог дела Службе ђенералштаба, јер је веровао да ће тиме допринети развоју своје земље, а истовремено ће му то пружити неопходна средства за издржавање породице. Поред тога, хонорарно је припремао капетане за полагање мајорског испита. Режим то није спутавао, и чак је сам краљ Милан, кад се уверио да ту нема никаквих закулисних радњи, говорио да нико као Путник неће тако добро припремити официре за напредак у служби. Из штампе је 1899. изашао други део његовог дела Служба ђенералштаба у ратно доба, које је службено препоручено официрима.
Путник се све време надао да ће бити враћен у војну службу и та нада га није напуштала све до неуспелог атентата на краља Милана. Након тога, режим је прогласио ванредно стање, због чега је одлучио да прекине спремање официра за мајорски чин и са целом породицом је отпутовао у Ријеку. Тамо је остао све док у Србији није укинуто ванредно стање.
Владавина краља Александра је завршена војним пучем који је предводио Драгутин Димитријевић Апис, када је ликвидиран краљ Александар и краљица Драга. Путник није имао никакве везе са завереницима и атентатом, и три дана након доласка новоизабраног краља Петра реактивиран је у војној служби у чину генерала. Следећег дана је постављен на место начелника Главног генералштаба и на том месту је непрекидно остао дванаест и по година.

## Први балкански рат (1912—1913)
Радомир Путник се залагао за стварање савеза балканских хришћанских држава, који би био окренут против Турске. Истовремено, он је био главни представник Србије у преговорима о том савезу. Његова претпоставка је била да ће се турске снаге налазити на положајима око Овчег поља. Погрешио је у процени, чиме није могла да се реализује његова замисао да се прикупе снаге трију армија које би задале коначан ударац Турцима. Упркос томе, војни стручњаци сматрају да је Путник у основи добро проценио ситуацију, и да је од Прве армије, која се кретала моравско-вардарским правцем, направио веома јаку и дисциплиновану армију, која би могла да порази турску Вардарску армију, без обзира на њен положај. Сама потврда размишљања војних стручњака је доказана је битком ових армија код Куманова у којој је победу однела српска војска.
Коначан пораз Вардарској армији је нанео у Битољској бици, где је тактички главнину снага послао преко Велеса, а споредне снаге преко Кичева према Ресну, и тиме потпуно изненадио турску команду.

### Почетак борби
Током почетних борби код Мердара, Врховна команда није располагала ни основним информацијама о стању на фронту. За време борби у које је била укључена Трећа армија, Путник је 18. октобра упозорио на могућ напад Турака на десни бок и позадину те армије. Наредио је да се војска са тог положаја не повлачи, и да ако ситуација то дозволи, изврши удар на непријатеља са леђа. Био је уверен да Трећа армија пред собом нема јаке турске снаге, па није био забринут за стање на овом делу фронта.

### Битка за Куманово
Прва армија је 21. октобра напредовала према Куманову, и Путник је очекивао да ће се одлучујућа битка одиграти на Овчем пољу. Прва армија је 23. октобра је прошла кроз низ окршаја слабијег интензитета, а следећег дана је наређен одлучан напад на турске положаје.
Српска Врховна команда је желела да има све три армије при руци и да има могућност да их истовремено убаци у борбу. Друга армија је имала за задатак да напредује према Кратову. На извршење задатка је кренула и претходница те армије која је ступила у контакт са извиђачима из Прве армије. На основу непотпуних података које су му пренете, командант Друге армије, Степа Степановић је донео одлуку да није било потребно садејство те две армије. То се косило са планом Врховне команде, која је желела да одлучујућу битку воде све три армије истовремено. Одлуком команданта Друге армије, Прва армија је била лишена помоћи Друге и Треће армије за време главне битке. За то време Ибарска војска је напредовала у правцу Новог Пазара, који је ослобођен 23. октобра.
Штаб Прве армије није био свестан да је почела велика борба и информације са бојишта су стигле тек током ноћи. За то време је праћен план команде Врховног генералштаба, који такође није имао директне извештаје са терена. За то време Турска војска је добила наређење да нападне по целој дужини фронта, што је значило да су војске кренуле у директан окршај. Српска војска није очекивала јак удар по свом левом боку, а истовремено је извршен напад и на десни бок, усред почетка марша ка Куманову. Међутим, Турке је дочекала одлучна српска војска, која је уз јаку подршку артиљерије почела да потискује Турке на оба бока. Турци нису чекали отворени јуриш централног дела фронта, већ су у нереду одступили према Пчињи. Преморена српска војска није ни покушала да гони турску Вардарску армију, која се повукла у нереду, остављајући иза себе оружје, муницију и залихе.
Остатак српских армија није ни знао шта се управо догодило, и напредовао је опрезно. Трећа армија је тек после наредбе из Врховне команде кренула из Приштине ка Скопљу. Прва армија је 25. октобра наставила према Овчем пољу, где су мислили да се налази главнина турске војске. Друга армија, која није ни учествовала у Кумановској бици је покушала да заузме Црни врх, чиме би угрозила одступницу турске армије. Међутим, Црни врх су заузели тек увече следећег дана, када се главнина турске војске повукла ка Велесу. Ибарска војска је након ослобођења Новог Пазара, упутила један одред у Косовску Митровицу, док је други одред ослободио Нову Варош, Пријепоље, Прибој и Пљевљу, чиме је завршено ослобођење Старог влаха и Рашке.
Након битке је утврђено да ни крилне армије, као ни сама Врховна команда нису имали утицај на ток Кумановске битке. Ослобођењем Скопља и Овчег Поља потпуно је искоришћена победа код Куманова. У Скопљу је по указу  бр. 1966, Радомир Путник унапређен у чин војводе, након битке којом није непосредно руководио. То је звучало парадоксално, али када се размотре све одлуке Врховне команде, видело се да је Путник заслужио тај чин.

### Битка на Присаду и Алинцима
Наступање главног дела српске Прве армије из правца Велеса ка Прилепу започето је 30. октобра. Турске снаге су значајнији отпор почеле да пружају 1. новембра и то код Присадског превоја, где су Турци имали повољне одбрамбене положаје. Трећег новембра битка се водила на фронту између села Дреноваца и Плетвара. Истовремено, на западни бок турских снага које су браниле Присадски превој је извршен јак удар деловима Моравске дивизије. Српске снаге успеле су да угрозе одступницу турских јединица које су браниле Присад. Турски командант, Зеки-паша се овога и плашио, па је наредио напад којим би се повратили изгубљени положаји у рејону Крстеца.
У међувремену, наређен је општи напад на браниоце Присадског превоја, и команда је поверена генералу Павлу Јуришићу Штурму. Српско десно крило је залазило иза турских положаја, док је снажан турски противудар у правцу Крстеца довео други пук Моравске дивизије у незавидан положај. Овај пук је уз снажну подршку артиљерије и уз тешке губитке задржао своје положаје. На централном делу фронта ситуација је била повољнија. Ту је војска под Штурмовом командом овладала Присадском караулом. Истовремено, српско десно крило је нападало турске положаје на Мукосу, док је Дринска армија обишла турски леви бок и угрозила одступницу турских снага. Турци су се 5. новембра неометано повукли, а српска армија је ушла у Прилеп. Моравска армија је у исто време ослободила Кичево и имала је повољан положај да одсече одступницу турској Вардарској армији према Охриду. Зеки-паша је мислио да ће дуже моћи да се брани на кичевском и прилепском правцу, али су му ове борбе оставиле довољно времена да се утврди на положајима око Битоља.
Делови Дринске дивизије су имали наређење да 6. новембра изврше осматрање алинских положаја, ради лоцирања непријатеља. Међутим, иако је дан био ведар, непријатељ није примећен, јер противно наређењу, територија није дубље истражена. Тек након јаке артиљеријске ватре са турских положаја, српска војска је почела да напушта Прилеп и да се припрема за борбу. У том тренутку, турска артиљерија је извршила изненадно бомбардовање српских јединица које су претрпеле велике губитке. Тада је неколико присебних официра наредило напад. Генерал Јуришић је прихватио иницијативу трупа и одлучио да без прегруписавања снага нападне алиначке положаје. Турци су све до 16 часова пожртвовано бранили своје положаје, све док нису били притиснути са оба крила. Тада су извршили повлачење из борбе које је рутинско изведено.
У шесточасовној борби око Алинаца, српски губици су били 1.548 војника, три пута више од Турака. Одмах се тражила одговорност за ту ситуацију и након разматрања се видело да јединице које је требало да извиде положај нису извршиле свој задатак. Највећу одговорност за то је сносио командант коњичке дивизије кнез Арсен Карађорђевић.
Путник је био изненађен кад је видео колики су били губици Дринске дивизије који су настали највише због неопрезности. Генерал Живојин Мишић му је предложио да покрене кривични поступак против команданта Моравског коњичког пука мајора Велимира Вемића, на шта му је Путник рекао:
Оставите то, господине Мишићу, у рату се много штошта и горе дешава.

### Битољска битка
Турци су у Битољу стационирали три корпуса. Велика пажња посвећена је изградњи утврђења која би се користила за одбрану. Након што је приметила прикупљање турских снага у Битољу, команда Прве армије је затражила одлагање наступања према том граду, док се њихове трупе не одморе. Иако је на Путника вршен притисак да се рат што пре заврши, он је одобрио овај захтев. Он је имао обавештајне податке да ће Грчке снаге свој напад зауставити код Солуна, тако да је остало на Првој армији да се припреми за офанзиву на Битољ.
Команда Прве армије је дала предлог Врховној команди да се напад усмери ка Турском левом крилу, што је Путник одбио. Наредио је да се напад помери удесно, али је оставио довољно јединица на левом боку, у случају да се опкољавања Турака са те стране. Покрети за заузимање положаја су се одвијали по плану, али командант Моравске дивизије другог позива је приметио кретање турских трупа на правцу између Охрида и Битоља. Наредио је једној колони својих снага да пресече тај правац. Друга колона те дивизије је на иницијативу свог команданта продужио своје наступање ван наређених оквира. Остале дивизије су протерале слабије турске снаге и заузеле положаје за напад.
Битољска битка је због новонастале ситуације почела 16. новембра, дан раније него што је планирано. Током дана је заузет тактички веома битан положај на Облаковском вису. Следећег дана се распламсала борба дуж целог фронта. Око подне је дошло до несташице муниције, али баш тада су почела да пристижу појачања. Турци су више пута покушали да поврате Облаковски вис, али без успеха. На централном делу фронта, Моравска и Дринска дивизија су покушале да форсирају реку Шемницу, али без подршке артиљерије то нису успели. Након успешне артиљеријске припреме, војска је прешла Шемницу, што је уплашило Турке који су напустили своје положаје.
Другог дана битке за Битољ се видело колико је Путник био у праву када је инсистирао да се појача десно крило. Турска је извршила јак удар на ту страну, а команда Прве армије тога није била свесна и наставила је са спровођењем наредби које су раније донесене. На више положаја је заустављена српска офанзива, што је Турцима омогућило да опет нападну Облаковски вис. Међутим, Турци опет нису имали успеха и око 15 часова је пробијен турски фронт код Киромарице и Кочишта. Током дана Коњичка дивизија је осигурала прелазе преко Црне реке.
Турској армији је остављена могућност да се неометано повуче након изгубљене битке, јер је било наређено да се не напуштају положаји на Црној реци. Разбијене турске снаге су се повукле у јужну Албанију, и само је Моравска дивизија другог позива наставила напредовање и ослободила Охрид и Дебар.

### Продор ка Јадранском мору
Албанска операција није била планирана српским ратним планом, али након неуспеха Црногорске војске да да заузме северну Албанију, Никола Пашић је 2. новембра јавио да је ситуација повољна и да би било добро да српска војска што пре избије на Јадран. Путник је већ 3. новембра наредио Трећој армији да се припреми за покрет ка јадранској обали. Након тог наређења, формирани су Дринско-албански и Шумадијско-албански одреди брдске формације. Командант Треће армије је након кратких припрема био суочен са недостатком хране, муниције и остале опреме, и затражио је одлагање операције, што је Врховна команда одбила. Трећа армија није наишла на отпор, али су оба одреда имали велике тешкоће да се крећу по планинским стазама кроз снежну олују. До 18. новембра су прешле око 130 km и стигле до Љеша. Након пет сати борбе, турске снаге приморане су на предају.
Након освајања Љеша, Дринско-албански одред је наставио напредовање према Драчу. До краја новембра заузета је јадранска обала између реке Бојане и Шкумбе, чиме је остварен Путников план. У међувремену, Турска се обратила великим силама да посредују у мировним преговорима. Протокол о примирју потписан је 3. децембра 1912. године.
Након преврата у Цариграду, примирје је прекинуто, и црногорски краљ Никола је одлучио да организује нови напад на Скадар и затражио је српску помоћ у том подухвату. Српска Врховна команда обавестила је команданта Приморских снага да може сарађивати са црногорском војском у нападу на Скадар. Српске снаге су извршиле напад на Брдицу 9. новембра, али су им Турци нанели велике губитке и натерали на повлачење. У том нападу, Дринска дивизија другог позива изгубила је око 1.800 људи. Чим је Путник ово чуо, сменио је команданта Приморских трупа и команданта Дринске дивизије другог позива. Упркос поразу, наставио је да пружа помоћ савезничкој Црногорској војсци.
Путник је 22. фебруара наредио формирање Приморског кора са 30.450 људи под командом генерала Петра Бојовића. Његово пребацивање у Медовски залив је трајало веома споро. У међувремену, велике силе су одлучиле да ће Скадар припасти албанској држави, и британски амбасадор је Николи Пашићу рекао да је битка за Скадар узалудна. Пашић му је на то одговорио да ће упркос томе наставити подршку слабијем савезнику. Након тога, Аустроугарска је отворено запретила да ће послати бојне бродове да изврше напад на српску и црногорску војску. То је забринуло Пашића и Путника. Пашић је од војводе тражио гаранције за брзи успех, што он није могао да му обећа.
Генерал Бојовић је 10. априла наредио напад на Скадар, али је стигло обавештење да су велике силе, изузев Русије, са својом флотом блокирале јадранску обалу. То је приморало српску владу да опозове Приморски кор. Након повлачења Приморског кора, Турци су предали Скадар Црној Гори, али га је она под притиском великих сила предала Албанији.

## Други балкански рат (1913)
Пред Други балкански рат, војвода Путник се на захтев владе обавезао да неће учинити ништа чиме би дао Бугарској разлог за објаву рата. Тиме се одрекао било какве стратегијско-оперативне иницијативе. Упркос томе је добро проценио ситуацију и зауставио бугарске нападе из више праваца (брегалничком, криворечком, софијско-нишавском и тимочко-подунавском) и организовао противнапад у сарадњи са српским савезницима у Другом балканском рату. Исход те операције је била победа у Брегалничкој бици и капитулација Бугарске.
Ситуација око поделе Македоније се искомпликовала и Никола Пашић је 13. априла упозорио Путника да су односи између две земље хладни, скоро непријатељски. Пашић је војводу 28. маја питао, да ли Србија сама може да победи Бугарску у рату, и да ли ће учешће Грчке на српској много утицати на развој догађаја. На то питање је добио одговор да Србија самостално може добити рат само ако нападне одмах, пре него што се Бугарска војска организује, и да би у сваком случају помоћ Грчке била добродошла.
Пашић је од Путника захтевао да српска војска не буде означена као изазивач рата и да се све уради да тако буде, чиме га је ставио у незгодан положај, јер је требало сачувати велику територију, а одрећи се иницијативе. Том одлуком је усмерен на Грчку као савезника, која је обећала пружање помоћи на фронту. Српска војска је била развучена на фронту од Дунава до Ђевђелије, али је Путник више од пола јединица стационирао у Македонији, јер је предосећао да ће се одлучујућа битка одиграти на Брегалници.

### Брегалничка битка
Напад бугарске Четврте армије је заустављен већ првог дана битке. Српске снаге су потиснуте неких 5–10 km, али прва борбена линија није пробијена. Бугарске снаге су заустављене испред Криволака, Богословца, Јежевог брда, Рујена и Царевог брда. У једном тренутку је било критично на боковима Дринске дивизије, који су били потиснути, али је та криза превазиђена великим пожртвовањем трупа и наређењу Врховне команде да нема повлачења. Путник је у тој ситуацији одиграо значајну улогу, јер је ургирао код грчке владе да се њихове три дивизије пребаце у рејон Ђевђелије, где би садејствовали са српском војском.
У поподневним часовима ситуација на бојишту је била у некој мери разјашњена и Врховна команда је имала два предлога по којим би се наставиле операције. По првом, коју је подржавала већина официра, требало је све јединице повући са Брегалнице и Злетовске реке на другу линију где би се организовала одбрана. Други предлог је дао генерал Живојин Мишић, и по њему је коначну битку требало организовати на првој борбеној линији. Путник се неко време премишљао, али је на крају, кад је добио информације да су на фронт стигла одређена појачања, наредио да Трећа армија брани своје положаје на првој линији, да Прва армија са три дивизије започне офанзиву у правцу Кочана, а да са две дивизије затвори криворечки правац. За то време Друга армија и Тимочка војска, под командом Степе Степановића, имале су задатак да бране стару српско-бугарску границу.
Током другог дана битке, најважнији догађаји су се одвијали на левом крилу Треће армије, где су Бугари покушали на правцу Шаренковац-Рујен да пробију српску линији. Путник је пре самог напада наредио да се Трећој армији пошаље појачање, и српске снаге су прво одбиле напад, а затим извршиле контраудар којим су заробили 1.200 бугарских војника. За то време, Прва армија је по Путниковом наређењу од претходног дана напале бугарске снаге на Дренку и Кали и тек после трећег јуриша су сломили јак бугарски отпор. Бугари су се након тог пораза повукли преко Злетовске реке. Истовремено, Моравска дивизија је напала бугарске положаје на Кали и Градишту и натерали их на повлачење преко Злетовске реке.
Трећег дана битке, фокус борби се пренео на бочне делове фронта. Бугари су форсирали напад преко левог крила са циљем да заробе целу Тимочку дивизију другог позива. Током дуге и неравноправне борбе, српска војска се повукла, а бугарске изморене армије нису имале снаге да наставе потеру. Путник је био обавештен о овим догађајима и послао је једину резерву коју је имао да помогне Тимочкој дивизији, Добровољачку бригаду, која није могла много да утиче на ситуацију. Тимочка дивизија се за то време пребацила на другу обалу Вардара код Криволака.
Око један сат после поноћи, Бугари су поновили напад на Тимочку дивизију и Добровољачку бригаду, и после грчевите борбе, српске снаге су се око пола 6 напустиле одбрамбене положаје у правцу Градска. Пожртвовани отпор десног крила српске војске је требало да омогући Првој армији да пробије десно бугарско крило, али тај напад није текао како је Путник планирао. Због чишћења Злетовске реке од преосталих бугарских снага, напад на Рајчански рид је одложен. Тиме је пропуштена прилика да се заузме кључан положај, око кога се водила највећа борба.
Прва армија је освојила Рајчански рид 4. јула и тиме је створена могућност напада у правцу Царевог села и Горње Џумаје. Тада је Путник направио највећу грешку током целе Брегалничке битке. Био је депримиран поразом Тимочке дивизије другог позива, па је зауставио напад Прве армије и извршио рокаду снага низ Брегалницу, да би омогућио пасивну одбрану на супротном крају фронта. Овим Путниковим наређењем је почела серија погрешних команди које су спасиле Четврту бугарску армију од катастрофалног пораза.
Прва армија је започела офанзиву 5. јула и брзо је напредовала до линије Бања-Пашаџиково. Убрзо је освојена Китка, чиме се створила могућност за удар у бок и задњи део бугарске армије. Бугарска команда је то увидела и наредила повлачење у правцу Царевог села. Истовремено, Трећа армија се пребацила на десно крило, где је требало да се брани од могућег бугарског напада. То се није догодило, јер је наређење о обустави офанзиве прослеђено већ током дана.
Стицајем околности, српске снаге су се премештале на југ у исто време кад бугарске на север. Бугари су током дана заузели Књажевац и вршили напредовање према Зајечару, док је постојала могућност за продирање према Скопљу. Путник је наредио да Трећа армија крене у напад тек кад Моравска дивизија првог позива поравна свој положај са осталим српским снагама и кад Моравска дивизија другог позива нападне бугарске штипске положаје са севера. Тиме је обустављена потера за бугарским трупама које су биле у расулу и кретале се у правцу Царевог Села. За то време, Четврта бугарска армија се повлачила са положаја код Кочана, Штипа и Радовишта у правцу Пехчева и Струмице. У том тренутку је било могуће извршити гоњење бугарске војске, што није урађено јер се одлагао напад на Штип.
Војвода је током Брегалничке битке донео неколико несхватљивих одлука, а то се приписивало сувише буквалном придржавању доктринираних начела. За те грешке су биле заслужне и обавештајне службе које нису добро урадиле свој посао, због чега је Путник морао да оперише завезаним очима. Аустроугарски војни изасланик који је пажљиво пратио битку је приметио да ове грешке нису биле случајне. Он је то закључио зато што је сматрао да српски циљ није био уништење бугарске војске, већ одбрана територије, што није било далеко од истине.

### Наставак борби и крај рата
Бугари су за време Брегалничке битке на неким деловима фронта напредовали до Зајечара и Књажевца и запретили Нишу, али у том тренутку су се у рат укључиле Румунија и Турска. То је натерало Бугаре да зауставе офанзиву и повуку своје јединице у Македонију, где су желели да сачувају освојене територије.
Путник је увидео да на северу више нема озбиљнијих борби и наредио је да се главне снаге усмере ка Ћустендилу. Ту су се бугарске трупе утврдиле и после неколико неуспелих српских јуриша, од напада у том правцу се одустало. Бугарска Четврта армија је извршила офанзиву и овладала Дуличким висовима и Великим Говедарником. Њихову офанзиву је зауставила Тимочка дивизија другог позива.
Путник се плашио дубљег бугарског продора у правцу Осогова, и ту је послао појачање Првој и Трећој армији у виду два пука Дунавске дивизије под командом пуковника Стевана Хаџића. Врховна команда је упутила наређење команданту Шумадијске дивизије другог позива да нападне Босилеград. Они су после тешког марша упали у Босилеград и унели пометњу међу бугарске трупе, које су одлучиле да гоне српску војску која се тактички повлачила. Овај маневар омогућио је Дунавској дивизији другог позива да поврати изгубљене територије.
Након праћења маневра око Босилеграда, Путник је дошао на идеју да цела Шумадијска дивизија другог позива крене на Власину. То наређење би било стратегијско ремек дело да је било упућено неколико дана раније. Овако су Бугари први извршили офанзиву у том правцу. Први напад је успешно одбијен, а током другог напада стигла је вест о потписивању примирја.
На самом крају Другог балканског рата је дошло до жестоких борби на брегалничком правцу. Да би помогао Грчкој војсци која је била под притиском Бугара, Путник је наредио Трећој армији да фронтално нападне утврђене бугарске положаје код села Грљана. У овим борбама се посебно истакао Други пук Моравске дивизије, који је након битке назван гвозденим пуком. Губици су били огромни на обе стране, и даље проливање крви је зауставило примирје које је закључено у Букурешту. Дописник француских новина „Журнал“ забележио је натпис са гроба једног бугарског војника, на ком је писало:
Нека овај гроб опомиње нашу браћу на братоубилачки рат, за који је крив наш цар Фердинанд. Путниче читај и размишљај.

## Први светски рат (1914—1916)
Након завршена два Балканска рата и албанске побуне, број погинулих српских војника се попео на 37.500 и Србију су захватили велики унутрашњи проблеми. Осим изгинулих војника, велики проблем је представљао и недостатак оружја и муниције, као и лоши односи са Аустроугарском.
После Сарајевског атентата којег су извршили чланови организације Млада Босна, односи између Аустроугарске и Србије су дотакли дно. У том тренутку, Путника је на месту начелника Врховне команде мењао Степа Степановић, као његов изасланик. Напад Аустроугарске се очекивао већ 25. јула, а никакве мере за одбрану Београда нису предузете.
Указ о мобилизацији војске издат је 25. јула, а мобилизација је почела дан касније. Одзив војних обвезника је био висок, јер је у то време патриотско расположење међу народом било на врхунцу, након победа у претходним ратовима. Мобилизација борачког и неборачког састава је завршена за 12 дана и било је мобилисано 450 хиљада људи.
Војвода Путник није непосредно руководио мобилизацијом, јер се налазио на лечењу у аустроугарској бањи Глајхенберг. Непосредне припреме за одбрану земље вршене су по његовим плановима, у чијој изради је сарађивао са својим замеником, генералом Живојином Мишићем. Одмах после пријема Аустроугарског ултиматума, Путнику је јављено да прекине лечење и да се врати у земљу. Након пуштања из Аустроугарског притвора, кренуо је на пут 25. јула, да би у Турну Северин је стигао 27. јула, где је остао осам дана јер је добио запаљење плућа. У Крагујевац је стигао тек 5. августа, где је преузео дужност начелника штаба Врховне команде од вршиоца дужности генерала Степе Степановића.
План који је саставио у сарадњи са Мишићем је предвиђао да се војска постави у дефанзиван положај, док се не разјасне политичка и стратегијска ситуација, а након тога дејствовати према ситуацији. По том плану, главна концентрација српских снага се налазила на линији Свилајнац-Аранђеловац-Лајковац, ради затварања великоморавског и колубарског правца.
У међувремену су предузете све мере да се рат избегне, али је то било неоствариво. Аустроугарска је Србији објавила рат 28. јула, а са Трећом и Петом армијом прешла на територију Србије 12. августа. Постигли су одређене успехе, као што су заузимање Шапца и прелазак Дрине у близини Лознице. Снаге под командом генерала Поћорека су за први дан планирале боље резултате, али их је изненадио чврст отпор малобројних српских јединица.

### Почетак рата и уводне борбе
На основу извештаја од 12. августа, Путник се уверио да Аустроугари нападају из правца северозапада и запада, што је значило да ће главнину јединица морати да помера са фронта који је поставио у Шумадији. Следећег дана, у Шабац су пристигли делови аустроугарске Друге армије који је требало додатно да осигурају тај град од евентуалног напада српске војске. Пета аустроугарска армија тог дана је напредовала само до планинских венаца који прате десну обалу Дрине, чиме је почетни моментум офанзиве изгубљен.
За то време, Врховна команда је наредила померање Прве и Друге армије у правцу надирућег непријатеља, са циљем да се он заустави и да се изврши његово избацивање из Србије. Офанзива Пете аустроугарске армије је настављена 14. августа, када је након тешке борбе заузела Лозницу. Јединице Шабачког одреда, које су у међувремену добиле појачање, су искористиле пасивност аустроугарских јединица у Шапцу и покушале да ослободе град. Тај покушај је осујећен, и ради боље одбране Шапца, аустроугарска команда је пребацила и остатак Друге аустроугарске армије из Земуна у Шабац.
Путник је након тродневног развоја ситуације закључио да је најбоље водити маневарску битку, где би напад својих армија усмерио преко долине реке Јадар, на простор са ког је могло да се удари на бок две непријатељске армије. Текериш је у тој ситуацији имао велики маневарски значај, јер је одатле могло да се напредује према аустроугарским мостовима на Дрини, као и према Поцерини и Шапцу.
Српска Врховна команда ни 15. августа није била потпуно сигурна да ли Србија може бити нападнута са севера, пошто је аустроугарска артиљерија бомбардовала Београд. Путник је због тога преиначио своју ранију правилну одлуку да премести Прву армију са северног фронта. Уместо тога, задржао ју је на положају код Лазаревца, који је био удаљен три дана марша од места где се пребацивало тежиште главних борби.

### Церска битка
Док је Друга српска армија под командом генерала Степе Степановића марширала долином Јадра, истовремено је аустроугарска Пета армија марширала из супротног правца са истим циљем, запоседањем Текериша. Генерал Степановић није био свестан маневра Аустроугара, и он је наставио извршење наређења коју је добио из Врховне команде, које је гласило да нападне лево крило непријатеља које напредује долином Јадра.
Степановић у међувремену уочио да планина Цер може имати одлучујући утицај у наступајућој бици, па је наредио Комбинованој дивизији да своје напредовање усмери ка Церу. Овим чином Степа Степановић је имао велики утицај на победу у предстојећој бици. Током дана је дошло до борби у којој су Аустроугарске снаге натеране на повлачење.
Већ првог дана Церске битке, српска Врховна команда је је стекла велику предност на северном делу фронта, где су се разбијене аустроугарске снаге повлачиле ка Шапцу. Аустроугари су имали прилику да на супротном крају фронта задају јак удар код Крупња, што нису успели да остваре. Путник је након добијања података са положаја Друге и Треће армије, одбацио могућност напада са севера, и исправио своју одлуку пребацивши Прву армију на линију фронта. Већи део Прве армије је пребачен са намером да затвори правац који преко Пецке води ка Ваљеву, а део је пребачен на положаје код Уба.
Захваљујући Путниковој одлуци да резерве снага благовремено пребацује на најугроженије делове фронта, и да затвори правац између Шапца и Ваљева, церска битка је већ првог дана била потенцијално добијена. Током другог дана битке, главни задатак Церске групе је био да се овлада гребеном Цера и Иверка, али их је у томе предухитрила аустроугарска Девета дивизија. Међутим, у једном тренутку, Церска група је имала прилику да изненаде аустроугарску Девету дивизију, и да је одбаци ка реци Лешници, али је их је предухитрила аустроугарска војска која је прва извршила напад и потиснула српске снаге.
За то време Шумадијска дивизија је по плану напала у правцу Шапца, и после жестоких борби се повукла на почетне положаје. Овим потезом је Аустроугарска била приморана да држи веће снаге у одбрани Шапца, што је био и план војводе Путника. Један од главних циљева његовог плана је био да се за Српски фронт веже што више аустроугарских јединица, јер би тиме био олакшан положај Русији.
Крајем дана Путник је закључио да је у следећем периоду приоритет било ојачати лево крило Треће армије. Такође је планирао да удари и порази аустроугарске положаје на Церу и Иверку. Да би то остварио, наредио је десном крилу своје армије да напада Шабац и тиме веже аустроугарске снаге у тој дефанзивној операцији, додатно ојачавајући је Тимочком дивизијом првог позива.
Путник је, за разлику од Поћорека који је мислио да ће нападом на крила однети победу, сматрао да ће на централном делу фронта задати кључни ударац. Желео је да заустави надирање Аустроугара са крила, и да за то време сломи непријатеља на Церу и Иверку. Током трећег дана битке, Друга армија је пропустила прилику да потпуно потуче аустроугарску Девету дивизију. Међутим, натерали су је на пасивну одбрану и обухватили јој оба крила. Упркос томе, аустроугарски командант није наредио повлачење те јединице, чиме их је гурнуо у сигуран пораз.
На северном делу фронту, група под командом генерала Тершћанског је извршила офанзиву на потезу Мишар-Потес-Јевремовац. Под јаком ватром, српска војска се повукла на десну обалу реке Думаче. Тершћански је мислио да је нанео велики ударац српској војсци, па је одмах о томе обавестио Врховну команду. Међутим, чим је покренуо своје јединице, наишао је жилав отпор српске војске. Поћорек је због првог обавештења Трешћанског планирао да започне опсежну офанзиву Пете армије у правцу Текериша, али није био свестан да се српска војска само тактички повукла на положаје који су лакши за одбрану.
Након трећег дана битке, Путник је одлучио да још један део снага који је покривао северни фронт, пребаци на положаје око Шапца. Циљ му је био да осигура крила Друге армије, која ће онда имати лакши задатак током борби на Церу и Иверку.
Четвртог дана битке, Аустроугарска је директним борбама користила само једну од 14 ангажованих дивизија, што је био велики тактички промашај. Српска Врховна команда није искористила грешке генерала Поћорека и Франка и до краја потукла аустроугарску Пету армију, за шта је била најодговорнија лоше организована обавештајна служба.
Након што је добио информације да се Трећа армија налазила у тежем положају него што је заиста и била, Путник је Степановићу наредио да Тимочку дивизију упути у правцу Треће армије као појачање. То је био његов највећи промашај за време Церске битке. Тиме је спашена аустроугарска Пета армија од великог пораза. Све остале мере које је команда спровела тог дана су биле правилне, али донекле закаснеле.
Моравска дивизија је усмерила свој напад преко Иверка према Великој глави. После жестоких борби, тек око 15 часова српска војска је овладала врхом Велике главе, чиме је пробијен фронт аустроугарске Пете армије. Поразом ове армије је потучена цела балканска војска. Поћорек је пробао да из Шапца и Љубовије организује нове нападе, али није имао довољно снага за то. Послато је појачање српској војсци које је зауставило покушај напада из правца Шапца, чиме је осигуран десни бок Друге армије, која је сад до краја могла да искористи победу на Церу и Иверку.
Српска Врховна команда је због лоше информисаности мислила да ће се 20. августа наставити борба, док су Аустроугари искористили претходну ноћ да организују повлачење преко Дрине. Српске снаге су полако напредовале и пропустиле могућност да аустроугарској војсци која се повлачила у метежу, нанесе озбиљне губитке. Аустроугари су се задржали само око Шапца, где су се одиграле и последње борбе у овој бици. Поћорек је желео да задржи Шабац као ослонац за даље офанзиве на Србију. Након тродневних жестоких борби, српске снаге су ушетале у преподневним часовима 24. августа у разрушен Шабац, чиме је завршена прва Аустроугарска офанзива на Србију.
Сви домаћи и страни историчари који су се бавили овом темом су закључили да и поред своје болести, војвода Путник показао велику прибраност, смелост и еластичност током вођења операција. Неки му замерају што није брже пребацио јединице са северног фронта, али Путнику се то не може замерити, јер није имао информације о покретима аустроугарских трупа на тим положајима. Удео војводе Путника у првој савезничкој победи је немерљив. У овој бици српска војска је однела победу захваљујући његовом благовременом прилагођавању ситуацији.

### Сремска офанзива
Након победе у бици на Церу, Путник је желео да одмори и додатно наоружа српске армије. Међутим, командант руске војске велики кнез Николај Николајевич је због неповољног положаја на источном и западном фронту, желео да Србија што пре изврши офанзиву. Због све помоћи коју је Русија до тада указала Србији, Никола Пашић није могао да одбије њихов захтев.
Путник је одредио Прву армију за офанзиву на Срем, и она је почела 6. септембра кад и битка на Марни. Иако Путник није имао довољно оперативних података о количини и распореду аустроугарских снага, успео је да усмери војску на простор где је непријатељ био најслабији. Направљени су понтонски прелази на потезу између Скеле и Банатског Новог Села, и војска која се искрцавала под борбом је потискивала аустроугарску војску и формирала мостобране.
Тимочка дивизија је имала задатак да пређе Саву у близини Сремске Митровице, где је требало да формирају снажан мостобран. Међутим, пребацивање преко реке је текло споро и наишло се на јак аустроугарски отпор. Уместо да је настављено пребацивање војске понтонима, Владимир Кондић је наредио изградњу моста, чиме је успорио пребацивање војске преко реке. Након потискивања српске војске ка недовршеном мосту, сви који се нису удавили у Сави су били или убијени или заробљени. За овај неуспех је био одговоран командант Тимочке дивизије Владимир Кондић, кога је Путник сменио након препоруке Степе Степановића.
Након затишја које је трајало између 7. и 9. септембра, 10. септембра је заузет Земун. Део снага задужен за одбрану Београда је пребачен на подручје Земуна. За то време Аустроугарска војска се консолидовала и довела појачања која су усмерена у правцу Дрине. Путник је увидео да је задржавање снага у Срему бесциљно и планирао је да повуче војску да брани Мачву чиме је изазвао незадовољство у највишим државним круговима.
Све своје одлуке Путник је доносио након разматрања свих могућности, и након што је регенту Александру објаснио своју одлуку, добио је наређење да остави Шумадијску дивизију првог позива у Срему, на шта је Путник рекао:
Ја на то никако не могу да пристанем, а Ви, ако од тога не одустанете, молим Вас да ме одмах смените са дужности, јер сте Ви неприкосновени, а ја за то не могу да поднесем одговорност.
Командант Прве армије, Петар Бојовић операцију повлачења војске из Срема је извео без грешке. Аустроугарска војска је 12. септембра, током повлачења српске војске, извела офанзиву која се завршила неуспехом. После пораза, офанзива је заустављена, и српска војска се из Срема и Земуна повукла до 13. септембра.

### Одбрана Мачве
Генерал Поћорек је сматрао да ће најлакше зауставити српску офанзиву у Срему тако што ће форсирати реке Дрину и Саву. Генерал Франк је ту офанзиву започео 8. септембра, и поред бројчане надмоћи 3:1 у корист аустроугарске војске, офанзива је пропала. Поћорек је наредио да се офанзива мора понављати док не успе, а за то време је наредио Шестој армији да пређе Дрину код Зворника, Дрињаче и Љубовије, што је она остварила, чиме је изненадила српску Трећу армију.
Трећа армија се нашла у незавидном положају и генерал Штрум је од Путника захтевао појачање. До 12. септембра, Друга армија је завршила борбе у Мачви, и Путник их је упутио на положаје око Ваљева, да помогну Трећој армији. Уз помоћ Друге армије, непријатељска офанзива је заустављена и стабилизован је фронт у Мачви. Српска војска се укопала и почео је рововски рат, који се након тога проширио на сва европска бојишта.

### Битка на Мачковом камену
Током ноћи између 14. и 15. септембра, аустроугарске снаге су угрозиле положаје Треће армије на Црном врху. Путник је наредио Првој армији да изврши напад у правцу Соколске планине, чиме би зе обезбедио правац Љубовија-Пецка и ступило у контакт са Трећом армијом. Офанзива је извршена 16. септембра и непријатељ се повукао у нереду. Када је Поћорек видео развој ситуације, наредио је да се по сваку цену брани положај на линији Црни врх-Јагодња. Српска команда је мислила да је разбила Шесту армију и да гоњење није потребно извршити пуним интензитетом, чиме је омогућено аустроугарској војсци да формира нови фронт на линији Кошутња стопа-Мачков камен-кота 603.
Јединице Прве и Треће армије су 18. септембра наставиле офанзиву, али нису наишле на разбијеног, већ одлично организованог непријатеља. Напад на Мачков камен извршен је 19. септембра у више наврата, и тек предвече је сломљен отпор 7. брдске бригаде. Сутрадан, Аустроугари су извршили више напада на Мачков камен, који су завршени неуспехом. Аустроугари су 21. септембра наставили офанзиву, али је она опет заустављена.
Путник је мислио да се непријатељ на Мачковом камену брани, па је одлучио да покуша да удари на бок у правцу Кошутње стопе. За то време је извршен нов напад на Мачков камен, који је задржан уз велике губитке. Генерал Вурм је одлучио да по сваку цену заузме Мачков камен, па је у напад 22. септембра послао све расположиве јединице и артиљерију. До краја дана, на врху су се четири пута смењивале војске, али је на крају дана као победник изашла Аустроугарска.
Битка на Мачковом камену је до тада била најмасовнија борба на Српском фронту. Пораз српске војске није био проузрокован Путниковим наређењима, која су била правилна, колико техничком супериорношћу аустроугарске војске, лошим обавештајним радом српске службе, као и недостатком опреме за брдско ратовање и муниције свих калибара. Тек током ових борби се видело колико је Путник био у праву када се залагао за набавку брдских топова, још пре балканских ратова. Фактор који је битно утицао на развој битке је био и тај што је Путник прекасно добијао извештаје о борбама око Мачковог камена, због чега није могао да правовремено издаје наређења.

### Новембарска аустроугарска офанзива
Поћорек је одлучио да 6. новембра организује трећу офанзиву против Србије, са циљем да окружи главнину српских снага у долини Јадра и у Мачви. За нову офанзиву је скупио 285 хиљада војника и 600 топова, док је Путник рачунао на 200 хиљада војника и 298 топова, за које у највећем броју случајева није било муниције.
Као увод у офанзиву, аустроугарска је извршила напад на српске положаје у Мачви 24. октобра, који је у више наврата одбијен. Тек 27. октобра су успели уз јаку подршку артиљерије, да пробију српску линију одбране. Командант Друге армије, Степа Степановић је од Путника тражио да буде разрешен дужности, јер његова војска није имала муниције и подршку артиљерије, због чега нису могли да зауставе офанзиву. Путник га је убедио да остане на функцији, и посаветовао га да изврши повлачење кад процени да нема друге опције.
Повлачење је извршено 30. и 31. октобра, али су га ометале велике групе избеглица које су се повлачиле пред надирућим непријатељем. Највећи део Друге армије је повучен на линију Мишар-Лешница, која је била 40 km краћа од старе линије фронта, и знатно повољнија за одбрану. Аустроугари су офанзиву отпочели 6. новембра у зору, уз јаку артиљеријску подршку. Ударили су на положаје Прве и Треће армије, па је Путник проценио да им је циљ био да се пробију ка Ваљеву. Током првог дана офанзиве су постигли одређене успехе, али након слања појачања Трећој армији заустављен је даљи напредак Аустроугара.

Најзад, мора се одати пуно признање војводи Путнику зато што је умео да на тако широком фронту држи такорећи све конце у својим рукама и да малобројним снагама маневрише и вешто парира непријатељске подухвате. Он је вјешто вршио прегруписавање јединица и упућивао их усиљеним маршевима ка угроженим тачкама, увјерен у издржљивост, упорност и самопријегор својих јединица и старјешина.

За то време, Војвода Путник није знао да се нова офанзива спрема са запада из правца Љубовије и Пецке, где су се налазиле слабе српске снаге. До 7. новембра, српске трупе су се повлачиле и стигле су до Аранђеловца. Он је тада још једом инсистирао од владе да што пре организује набавку артиљеријске муниције, јер ће у противном морал српске војске пасти, што би било погубно. Након инсистирања владе код српских савезника, Француска је послала 20 хиљада топовских граната, а Русија 13 хиљада граната и 26 хиљада пари цивилне одеће.
До 9. новембра српска војска је наставила повлачење у правцу Ваљева, а генерал Поћорек је желео да онемогући њено утврђивање у самом граду. Због тога је наредио својим трупама да изврше наступни марш без застоја. За то време, Аустроугарска је извршила офанзиву преко Дунава, код Смедерева, где их је дочекала спремна српска војска. Након краће борбе, Аустроугари су натерани на повлачење према десантним чамцима, до којих нису стигли пре српске војске. Око 1.800 преживелих војника се предало, пошто нису имали могућности да се повуку преко Дунава.
У периоду између 9. и 10. новембра, Путник је одлучио да групише све три армије код Ваљева, одакле би усмерио напад на централну непријатељску групу. Али пошто муниција још није стигла, морал и дисциплина војске је опадао. Због тога је наредио повлачење својих преморених трупа на десну обалу Колубаре и Љига.
Повлачење је извршено под веома тешким условима, притиском непријатеља и кретањем многобројних избеглица. Поред тога, команданту Прве армије генералу Петру Бојовићу се погоршало стање након рањавања код борбе у околини Шапца, тако да је Путник морао да му нађе замену. Уместо Бојовића, на место команданта Прве армије је поставио свог помоћника генерала Живојина Мишића. На Мишићево место је поставио пуковника Живка Павловића који је био школован и талентован официр. И поред тога, Путнику је растанак са Мишићем тешко пао. Једном приликом је овако описао свог помоћника:
Његово је мишљење јасно и одређено. Пословима рукује опрезно, а изводи их дрско. Има потребну одлучност у стварима где не сме бити одлагања и где је колебање опасно. Иако јак индивидуалист, не искаче ван круга делатности док саме прилике то не изазову.
Временом се показало да је Путник повукао добар потез када је Мишића поставио на место команданта Прве армије.

### Колубарска битка
Српска војска је уочи Колубарске битке бројала 253.884 човека, 426 топова и 180 митраљеза. На другој страни, Аустроугарска је у оквиру Балканске војске имала на располагању око 300 хиљада људи и 600 топова. Путник је за циљ поставио затварање свих праваца који воде из долине Колубаре, Ваљева и Бајине Баште у унутрашњост Србије. Због широко постављеног фронта, није могла да се организује стратегијска резерва, што се косило са његовим већ изграђеним ставовима ратовања.
Услед повлачења српске војске, Поћорек је стекао утисак да је она разбијена и да је потребно само мало напора да се докрајчи. У борбама које су се у том периоду водиле, по Путниковом наређењу свим армијама је издата наредба да се задати положаји морају бранити по сваку цену, јер та брда доминирају над обалама Колубаре и Љига. Аустроугари су 19. новембра освојили Враче и извршили притисак на Човку. Након тога, Путник је издао следеће наређење команданту Треће армије:
Човка је у опасности да буде изгубљена.Једини је начин да се она спасе, да непријатеља нападнете у правцу Жупањац-Пепељевац.
Генерал Штурм се плашио још једног пораза, што би потпуно деморалисало српске трупе, па је без консултација са Путником, променио план, и одлучио да нападне непријатељски десни бок на Човки. Тај план није могао да оствари зато што су јединице из резерве прекасно стигле, тако да је напад одложен за сутрадан.
За то време, положај Прве армије је био веома лош, јер се на положајима око Маљена суочила са шест аустроугарских дивизија. Послато им је појачање у виду Дринске дивизије првог позива, али тиме није могао да се реши проблем на левом крилу Прве армије, и да треба тражити решење у операцијама ширих размера.
На фронту Друге армије је ситуација након 21. новембра почела нагло да се погоршава. Напад на Враче је током 21. и 22. новембра је више пута покренут, али без успеха. У противудару, Аустроугари су заузели село Конатицу, што је веома забринуло војводу Путника. Такође је добио информације да је опао морал међу људством Моравске дивизије, и да она може и да откаже послушност. Да би олакшао положај ових јединица, наредио је напад Друге и Треће армије. Међутим, због великог притиска непријатеља, офанзива је обустављена, и све армије су наставиле дефанзивне операције.
Централни део фронта је 23. и 24. новембра био стабилан, а онда се положај Друге армије 25. новембра нагло погоршао. Аустроугари су након артиљеријске припреме извршили напад на Човку и са тог стратешки важног брда збацили српске снаге. После пада Човке, Путник је захтевао да се нови положаји бране по сваку цену, јер од тога зависи судбина Београда. Међутим, непријатељ је 26. новембра прешао реку Љиг, задавши јак ударац Првој армији, због чега је планирана офанзива морала да се одложи. Уместо офанзиве, наређено је даље повлачење, у шта је спадало напуштање Београда. Иако су на њега вршили велики притисак да то не уради, Путник је на то рекао:
Нисам ја крив што је престоница постављена на месту где треба да буде гранична караула.
Одлука да се напусти Београд је била неизбежна али и далековида. Одбрана Београда се повукла на положаје на Космају и Варовници. Због нове аустроугарске офанзиве, српска војска је морала да дефинитивно напусти Београд, и да се све три армије повуку на нове положаје на линији Аранђеловац-Горњи Милановац. Повлачење је завршено током ноћи између 29. и 30. новембра, без већих тешкоћа, чиме се завршила одбрамбена фаза Колубарске битке.
Српска војска, ослобођена притиска непријатеља, успела је да се донекле опорави, нахрани и наоружа, што је позитивно утицало на морал целе војске. Војвода Путник је упутио следећу депешу свим јединицама:
Њ. В. Краљ, дивећи се надчовечанским напорима и клањајући се силним жртвама наше војске, шаље свим официрима, подофицирима, капларима и редовима своју најсрдачнију захвалност тврдо уверен да ће они сви, са образованом свету познатом жилавошћу, и даље истрајати на бранику Отаџбине, очувати част, славу, име и будућност Србије, приносећи и последње жртве на олтар заветних идеала уједињења Српства, остављајући потомству нечувене примере јунаштва.
Србија се у том тренутку налазила у веома тешкој ситуацији, и судбина целе земље је висила о концу, и тај осећај је потиснуо у страну све невоље српске војске. Још увек се води дебата да ли је наређење о општој офанзиви издао Путник или Мишић, али је чињеница да је у целој Врховној команди постојала таква идеја, за коју се само чекао повољан тренутак. Прва армија и Ужичка војска су започеле офанзиву 3. децембра, а током дана офанзиву су покренуле и Друга и Трећа армија. Аустроугари су под јаким притиском почели да се повлаче дуж целог фронта. Путника је обрадовала вест о почетном успеху офанзиве, и није желео да се меша у рад својих потчињених, јер је сматрао да се одлично носе са ситуацијом.
Следећег дана аустроугарска војска се консолидовала и није било значајних успеха са српске стране. Српска војска је 5. новембра избила на гребен Проструге и простор вододелнице Колубаре и Западне Мораве, када је заробила око 1.800 непријатељских војника. Истог дана, Прва армија је разбила непријатељску одбрану на сувоборској греди.
Аустроугарска команда, да би олакшала положај свог 16. корпуса, планирала је да удари у десни бок српске одбране, на Космају и Ваовници, које су браниле слабије снаге, углавном трећег позива. Путник је након процене ситуације увидео да је тај део фронта слаба тачка и упутио му појачање. То је била најважнија одлука за даљи ток битке, којом је Аустроугарима онемогућен било какав преокрет.
Путник је 7. децембра правилно проценио да је аустроугарска 6. армија потучена и да Поћорек напада северно крило фронта да би надокнадио пораз код Сувобора. Тог дана је послао појачање одбрани Београда, Првој армији је наредио да непријатеља потискује према Колубари и Ваљеву, а Трећој да настави гоњење непријатеља у зони између Љига и Топлице ка Колубари. 
Прва армија је 8. децембра после жестоке борбе ослободила Ваљево. Истог дана, Трећа армија је заузела брда Враче и Човку, одакле се непријатељ повукао у нереду. Током ноћи, Путник је наредио да се делови Друге армије пошаљу ка Космају, са којег су српске снаге морале да се повуку. Прегруписавањем српских снага, непријатељ је натеран на повлачење и пре него што је стигло појачање.
Аустроугарска команда је због потпуног пораза Шесте армије, одлучила да тежиште борби пренесе на северни део фронта, што је Путник одлично прозрео. Наредио је Другој и Трећој армији да гони непријатеља у правцу Београда, док би одбрана Београда надирала у супротном правцу. Прву армију је оставио на подручју Ваљева као стратешку резерву.
Офанзива је отпочела 10. децембра, и до 12. децембра велики део аустроугарских потучених трупа се повукао у Шабац и одатле даље у Срем. Борбе око Београда су се распламсале 11. децембра, али српске снаге нису постизале задовољавајуће успехе. Путник је, незадовољан напретком офанзиве, упутио командантима армија следећу депешу:
Према садашњој ситуацији потребно је да вашу нападну акцију убрзате што је могуће више, те да се непријатељу не да времена да Београд добро утврди и да привуче појачања. У противном, требаће нам много времена и жртава да Београд заузмемо, а сем овог могу се прилике променити на нашу штету.
Фронт Пете армије је пробијен на положајима око Парцанског виса, чиме је онемогућено завршавање мостобрана, који би се користио за одсутну одбрану града. До 14. децембра, Пета армија је била потучена и Путник је наредио да се она енергично прогони. Тог дана Поћорек је наредио повлачење Пете армије, и она је требало само да издржи до мрака када би повлачење преко Саве било извршено. Следећег дана, када се повлачење завршавало, Аустроугари су дигли у ваздух мостове на Сави, упркос томе што су заштитнички делови њихових армија још увек прелазили преко њих.
Избијањем Прве армије и Ужичке војске на десну обалу Дрине и Саве, и ослобађањем Београда 15. децембра, победоносно је завршена Колубарска битка, током које је заробљено 42.215 војника и подофицира, 323 официра, 142 топа и 2 авиона. Током Колубарске битке, Војвода Путник је неисцрпном снагом и истрајношћу водио српску војску кроз највећа искушења.

### Период мира
По добијању информација да непријатељ попуњава борбене редове и спрема нову офанзиву, 7. јануара 1915. је упозорио команданте армија на опасност. У исто време, Антанта је услед низа својих пораза, притискала Србију да што пре подигне своју војску на ноге и организује офанзиву, и то у правцу Срема, а затим ка Љубљани.
Путник се није слагао са тим планом, јер је био свестан да Антанта користи Србију да би олакшала свој положај, и да би се део армија Аустроугарске и Немачке пребацио на Српски фронт. То размишљање је предочио и српској влади, и нагласио је да је проблем и то што се српска армија нигде не ослања ни на једну савезничку армију, што би српску војску оставило изоловану у случају њене офанзиве. Такође, постојао је и проблем непријатељски настројене Бугарске. Она се у међувремену прикључила Централним силама, због обећања Аустроугарске и Немачке да ће се проширити на рачун Србије и Румуније.

### Четврта офанзива на Србију
Треба замислити једну кућу обичне, званичне спољашности, једно окружно надлештво. На вратима стражар, војник трећег позива, један ветеран седе браде, које је опасао преко свог скромног сељачког одела фишеклије. Пењете се по већ дотрајалим степеницама. У предворју један обичан жандарм прегледа вашу дозволу за посету, па, пошто је та формалност извршена, да вам знак да га пратите и онда идете кроз неке ходнике. Уколико се више приближавате циљу, ви видите да ваш водич све обазривије гази, све лакше гази, тако да на крају чисто клизи на врховима своје обуће. Да нема ту случајно кога да је тешко болестан? Пред вама су једна врата и кроз њих допире до вас кашаљ. А тај испрекидани кашаљ као да некога гуши, дави рекао би човек, као да је неко у ропцу, самртном мучењу.
Жандарм који иде пред вама куцнуо је три пута; као неко пиштање, чуо се један глас:Улази! Врата се отварају, ви се налазите у соби за рад војводе Путника. Налазите се у једној соби, чија је таваница од отесаних греда, а зидови окречени обичним кречом. У једној соби тако празној, да је ни сеоски учитељ не би пожелео, у тој соби један велики сто од сировог дрвета и три столице, плетене сламом. На столу карта и телефон. А сем тога и још једна ложница са једном постељом. Ништа више, ништа мање. Постељина није од оних постељских кревета, на којима команданти армија одмарају, неколико тренутака у међувремену двеју битака. Ова постеља је прави кревет са чаршавима, много јастука, то је кревет једног болесника, који има грозницу. Са те постеље, на којој је обучен лежао, подиже се Путник. И, пред собом видех једног старца, чији су покрети дрхтали, корак несигуран, посрћући. Рука се хвата наслона столице, са напрезањем кога војвода чини, да би савладао свој непрекидни кашаљ.
"Знате“, рече ми муклим гласом војвода, „ево већ 15 дана се не дижем из постеље“.
И ја се осећам необично узбуђен пред овим старим ратником. На лицу, чије су црте болешћу скоро уништене, виде се само очи као од челика, које живе, огледало једне несавладиве душе. Један тако моћан силан дух, у једном тако слабом немоћном телу! За четири године на овом дивном старцу, за кога сваки час изгледа као да је последњи, ово је пети рат.
Упркос томе, стари војвода није напустио своју дужност, јер је био чврсто уверен да „без штете по општу ствар нико не би могао да надокнади његов огроман ауторитет код командног кадра и популарност код бораца“.

Након приступања Бугарске Централним силама, Путник је био свестан да ће напад на Србију, осим са северне и западне стране, доћи и са истока из правца Бугарске. У тим околностима, Србија је успела да формира војску коју је чинило 247.257 бораца и 685 топова. Оставио је у стратешкој резерви само једну дивизију, јер је веровао савезничком обећању о помоћи у виду армије од 150 хиљада војника која би дошла из правца Солуна. Такође је променио сам приступ борби и у односу на 1914. годину, и одлучио је да непријатеља дочека на границама чиме би се искористили речни токови као природне препреке.
Непријатељска артиљерија је тачно у подне, 5. октобра почела да бомбардује Београд, Шабац, Смедерево, Обреновац и Рам. Бомбардовање је трајало до јутарњих часова 7. октобра када је почело форсирање Саве и Дунава код Београда. Након жестоког отпора бројчано надјачане Одбране Београда и грађана, непријатељ је до 8. октобра скоро у потпуности угушио отпор, који је местимично трајао до 15. октобра, када је формиран широк мостобран.
Бугарска армија је без објаве рата извршила напад дуж целог источног фронта у ноћи између 13. и 14. октобра. На већем делу фронта је задржана, осим на југу, где је пресечена пруга Ниш-Скопље.
Путник, који је у тим тренуцима тешко боловао од грипа, од ког никад није успео да се опорави, се налазио пред низом нерешивих проблема. Покушавао је да осмисли стратегију којом би се спречило стезање обруча око српских армија. Како му је здравље било све лошије, све мање удела је имао у командовању, мада је код свих важних одлука и даље имао последњу реч.
Током ове непријатељске офанзиве, стратегија српске Врховне команде је много више зависила од политике савезника, због чега војвода Путник није могао да доноси целисходне одлуке. Заварали су га Енглези и Французи, који су му обећали да ће отпочети транспорт својих трупа из Солуна за Србију. Због тог обећања, је још 6. октобра почео да слаби положаје на истоку, да би их упутио на северни фронт.
У међувремену, генерал Жозеф Жофр је ограничио деловање савезничких армија на обезбеђивање грчко-српске границе и базе у Солуну, чиме је Србија дефинитивно била препуштена непријатељској офанзиви са свих страна. Путник под тим стицајем околности није имао много могућности за маневар, па је 15. октобра издао команду о повлачењу северног фронта на линију Багрдан-десна обала Лепенице.
Српске трупе на северном фронту су се под притиском немачких и аустроугарских јединица повлачиле под борбом. Непријатељи су морали скупо да плате своје напредовање. За то време, бугарска војска је заузела Врање, Куманово, Штип и Скопље. Макензен је схватио да ће се српске трупе извући из обруча који је стискан са севера, истока и запада, уколико се не покрене јача и ефикаснија офанзива. Путник је ту намеру прозрео и наредио је 23. октобра напуштање Крагујевца без борбе. Сазнао је да је 26. октобра заузета Качаничка клисура која је била једина веза са Грчком, чиме је српска војска била практично окружена. Једини слободан правац је био између Шар-планине и Проклетија у правцу Албаније.
Српска војска се крајем октобра повукла на десну обалу Западне Мораве и леву обалу Јужне Мораве, и на тај начин је фронт смањен са 900 на 250 km, чиме су српске армије биле чвршће повезане. Та чињеница је омогућила Путнику да размисли о организацији насилног отварања пута за Скопље и Солун. Сматрао је да је то једини излаз из критичне ситуације у којој се српска војска нашла, па је 26. октобра послао генералу Сарају очајничку депешу:
На северном фронту непријатељ је својим левим крилом заузео Свилајначке положаје, а десним крилом испред Крагујевца. На источном фронту морали смо напустити Неготин, Зајечар, Књажевац, Пирот и Врање. У Новим областима непријатељ јачине три дивизије држи прелазе на Карадагу, а угрозио је и Скопље и Качаник. Косово је у опасности, а и веза са Битољем и Драчом. Ако уопште генерал Сарај мисли и жели да нам притекне у помоћ, онда је то моменат сада, и то што пре.
Међутим, генерал Сарај је 31. октобра обавестио српску Врховну команду да није у могућности да предузме офанзиву док не добије појачање и одобрење своје владе. У тим тешким тренуцима појавиле су се гласине у владајућим круговима да се мора потписати сепаратни мир са Централним силама. Влада и краљ су били обавештени да је војвода Мишић наговарао Путника да ступи у везу са Макензеном и да капитулира, што је Мишић касније демантовао.
Пашић је убеђивао Путника да ће савезничка помоћ доћи и да је 2. новембра у Лондону донета одлука да се у помоћ Србији пошаље 150 хиљада војника. Генерал Сарај је већ био извршио два напада, један на левој обали Црне реке, а други између Благуше и Беласице, али Путник није знао да су то били само демонстративни напади који неће имати утицаја на операције на северном и источном фронту. Врховна команда и влада су због обећане помоћи савезника, и лоше алтернативе у виду повлачења преко Албаније, донели одлуку да српска војска покуша да се пробије ка Скопљу.
Са циљем отварања пута ка Скопљу, Друга армија је 11. новембра извршила такозвани лесковачки маневар, којим је одбацила бугарске снаге на неким деловима фронта до 25 km. Чим је Путник сазнао да је маневар успешно изведен, наредио је брже повлачење војске ка Косову. Генерал Сарај је тог дана требало да настави напредовање у правцу српске војске, али је по наређењу своје трупе повукао ка Солуну. Због овога, српска офанзива ка Скопљу је осуђена на пропаст.
Путник није био обавештен о савезничком повлачењу, па је наставио да издаје наређења по унапред утврђеном плану. За то време Макензен је наредио да се јаче снаге упуте на исток и да се одатле притисне српска војска. На гњиланском правцу, трупе Нових области су извршиле напад на Кончуљски теснац, који се завршио неуспехом. Српска војска се налазила у безизлазној ситуацији, па је Путник 21. новембра издао своју најболнију заповест. Одлучио је да се војска повуче на леву обалу Ситнице.
Српска војска се након 50 дана повлачења нашла десеткована и преморена на Косову, притиснута уз албанске планине. Путник је имао само две могућности, да пристане на капитулацију, или да нареди повлачење преко албанских и црногорских планина у правцу албанског приморја. Изабрао је повлачење и 25. новембра у Призерну је издао своје последње наређење:
С обзиром на садашњу ситуацију, даље повлачење наше војске мора се извршити кроз Црну Гору и северну Албанију, на Јадранско море, а на линију Драч-Скадар, остављајући потребан део снага за затварање праваца који од Пећи, Ђаковице, Призрена, Дебра и Струге воде кроз Црну Гору и северну Албанију на Јадранско море. На овој линији наша војска има да се реорганизује, снабде храном, оделом, оружјем и муницијом, као и свим осталим потребама. Даља наша акција зависиће од стања наше војске, као и од опште политичке и војне ситуације код наших савезника.
Због болести није могао да се креће, па је за њега направљена импровизована носиљка у облику војничке стражаре, коју су носила четири војника. Пут до Скадра је трајао 11 уместо планираних 5 дана. Међутим, у Скадру нису постојали услови за опоравак војске, па је њен марш продужен за још 160 km у правцу Валоне.
Војвода Путник је у стигао у Скадар тек 6. децембра, а већ сутрадан се састао са Пашићем да га извести о стању војске. Рекао му је да ако се мора ићи из Албаније, да је најбоље отићи у Солун, где би се српска војска сјединила са савезничким армијама. Тад већ преморен, тражио је од регента Александра петомесечно одсуство, новчану помоћ од 25 хиљада динара у злату, обезбеђење пута и одобрење да га прати његов лични лекар. Истог дана, регент Александар му је одобрио одсуство.

## Последње године (1916—1917)
Војводи је обезбеђено само 15 од тражених 25 хиљада динара, а 8. децембра је смењен са дужности начелника штаба Врховне команде. Крајем децембра напустио је Скадар, 2. јануара пребачен је у италијанску варош Бриндизи, а седам дана касније на острво Крф, где је почео његов опоравак.
На Крфу почео да се опоравља и враћала му се снага. Највише је патио због усамљености, јер га нико није обилазио. Мислио је да иза тога стоје неки дубљи разлози којих није био свестан. Све му је постало много јасније кад му је у фебруару 1916. благајник доставио две непримљене плате. Тада је приметио да није добио додатак који му је припадао као начелнику врховне команде, и кроз шалу је од благајника затражио да му их исплати. Благајник му је саопштио да је смењен са места начелника Врховне команде, и да је на његово место постављен генерал Петар Бојовић. Он у то није могао да поверује, па је истог дана звао пуковнике Живка Павловића и Душана Туфегџића, који су му потврдили ту информацију.
Нико регенту Александру не би замерио што је сменио онемоћалог војводу, али је Путника погодило то што је сазнао за смену од благајника, а не званичном депешом. Пред смрт је исказао незадовољство поводом овог чина следећим речима:
Много сам патио и много сам мучен. Али све праштам - све заборављам. Само ме боли то што сам са положаја начелника штаба Врховне команде уклоњен онако, како ја ни свог рђавог посилног нисам терао натраг у команду. Да, ни посилног добар официр не тера од себе овако и на овај начин. А мене, тек мене су уклонили као најгорег, јер је требало неко да плати цех. И то ме боли - и болеће ме до гроба.
До септембра 1916. боравио је на Крфу, где је дочекао вести о првим победама на Солунском фронту, што га је јако обрадовало. Здравствено стање му се погоршало чим је наступила сезона киша, па се по препоруци лекара пребацио у Ницу. Међутим, и тамо је време било променљиво, што је много сметало Путнику који је имао проблема са срцем. Француски лекари су му препоручили бањско лечење, због чега је он од Николе Пашића затражио зајам од 20 хиљада франака. Док је чекао његов одговор, изненада је преминуо. Иако је највише боловао због бронхитиса, смрт је наступила изненада због слабости срца.
Сахрањен је на руском гробљу у Ници уз највеће почасти. Ковчег са Путниковим посмртним остацима није покопан, већ спуштен у подрум једне капеле (руске цркве), јер је било предвиђено да по завршетку рата буде пребачен у отаџбину.

### Пренос у отаџбину (1917—1926)
Након краја рата, Путников ковчег није пренет у Краљевину Југославију. Временом су се због тога побунили преживели војници и његови ученици који су захтевали да се његов ковчег што пре донесе у Србију и прописно сахрани. „Политика” је у мају 1925. на насловној страни донела напис генерала Павловића у коме је речено да војводин ковчег стоји „у прозору” цркве и да су неколико година раније неки француски генерали поручили „Или га пренесите у своју земљу и сахраните или дајте да га ми, Французи, сахранимо”. Тек 6. новембра 1926. године су на београдску железничку станицу стигли посмртни остаци војводе Путника, скоро десет година после његове смрти. Сахрана је одржана 7. новембра на Новом гробљу. На улицама којим се кретала погребна поворка налазила се буквално цела престоница, мноштво народа из Војводине, као и бројна изасланства из осталих делова Србије.
Први говорник на Новом гробљу је био министар војске и морнарице дивизијски генерал Душан Трифуновић, који је рекао:
Био си војводо велики и као човек и као војник, и као војсковођа. Био си војводо пример војничке спреме, радиности, истрајности, енергије и одлучности. Историја ће, велики војводо, најбоље рећи заслуге које си стекао за војску, и заслуге за ослобођење и уједињење. Они ће ти дати једно од најистакнутијих места и поставиће те у ред највећих војсковођа.

## Утицај на развој српских оружаних снага
Путник је веома брзо схватио да се ослобођење од Турака не може потпуно остварити наметнутим реформама и хатишерифима од стране турских власти, већ једино оружаном борбом. У том циљу је припремао себе и своје подређене за остварење тог задатка. Он је био први потпоручник у историји који је писао приручник за обуку трупа. На тај корак се одлучио 1868. године. Од те године се примећује његов утицај на развој српских оружаних снага.
После завршетка српско-турских ратова (1876—1878) имао је циљ да српска војска, по организационој структури, буде блиска савременим европским армијама. У том циљу је објавио приручник Артиљерија у градској воини, која је обухватила све облике офанзивних акција артиљерије против тврђава, као и промену и обогаћивање плана обуке официрског и подофицирског кадра. Такође је објавио двотомну књигу Служба генералштаба, која ће деценијама служити као уџбеник за стручно усавршавање генералштабних официра. Написао је и књиге Служба и мирно доба и Служба у ратно доба.
Захваљујући Путниковој упорности, Главни генералштаб је 1904. образовао комисију која је предложила програм поступног наоружавања српске војске брзометним оружјем. Тим програмом се предвиђало наоружавање пешадије првог и другог позива са 205 хиљада брзометних пушака и са 18 хиљада вишеметних карабина коњица. За артиљерију је направљен план набавке 416 топова разних калибара. Почетком новембра 1906. потписан је уговор са француским произвођачем топова и то за куповину 180 пољских, 36 брдских и 8 коњичких топова. С обзиром да се радило о великој набавци, фабрика је Путнику хтела да поклони револвер. Он је то одбио рекавши:
Нећу да ме после неко пита зашто је Шнајдер мени дао револвер.
План није у потпуности реализован, јер је набављено само 30.000 нових пушака и упркос отпору неких официра, међу којима и Степе Степановића, набављени су митраљези немачког система Максим. Нова српска војна доктрина представљена је у Путниковом делу из 1911. Ратна служба. Из њега се дало наслутити да су идеје за нову српску војну доктрину црпљене из немачке војне школе, која се највише ослањала на офанзивне операције. Али за њега офанзива није била суштина рата, већ само вид акције са својим особинама - добрим и рђавим.

## Личност Радомира Путника
Швајцарац Арчибалд Рајс је 1915. године написао:
Тек сад схватам колико је необичан и уман био тај старац, бледог лица, уоквиреног проседом густом брадом подрезаном у шиљак, који је своју болесничку постељу претворио у биро у коме је неуморно радио дан и ноћ.
Војвода Путник се кроз своје одлуке, које су имале судбоносан значај за српску земљу и народ, показао као ненадмашив стратег и крупна историјска личност. Кратке, разумне и потпуно јасне одлуке су показивале дубину мисли и чврстину логике војводе Путника. У свакој ситуацији је умео да одреди стратегију и план, чиме је он био битан елемент српске државне политике. Сматрао је да је вођење рата питање и за државнике и за војсковође, и никад није извршио ниједну одлуку за коју није добио сагласност владе.
Путник се увек истицао као присебна и разборита личност. Било га је веома тешко избацити из равнотеже и знао се понети и у победи и у поразу. У личном животу је био миран, повучен и скроман човек. У јавности никад није био разметљив и избегавао је претерано декорисање одликовањима, које ни сам није разумео. Једном је изјавио: Моје декорације су испод мундира. За време балканских ратова, наредио је да дневнице потпоручника и војводе буду исте - три динара дневно.

## Заоставштина

#### Планина Путник
По њему се у Канади зове планина Путник. Име је добила по завршетку Првог светског рата, у почаст начелнику Врховне команде српске војске и првом српском војводи Радомиру Путнику. Скоро 100 година касније, октобра 2012. године, Равногорски покрет из Калгарија, највећег града Алберте и група људи из Едмонтона, главног града те провинције, у подножју планине поставили су спомен-плочу са натписом на енглеском језику следеће садржине:
Планина Путник названа је у знак вечног сећања на мушкарце и жене из савезничких оружаних снага у Србији и њиховог вође, војводе Радомира Путника (1847—1917). Србија је изгубила четвртину свог становништва, како припадника војске, тако и цивила за време Првог светског рата (1914—1918). Ова жртва била је део канадских и савезничких борби у Европи против три царевине у циљу заштите људских права и слободе човечанства.
Српска заједница у Калгарију броји до 5.000 припадника.
По њему су назване основна школа у Београду и основна школа у Владичином Хану. По њему се зове Венац војводе Радомира Путника (Сомбор).

## Породица
Путникова најмлађа ћерка Радојка била је удата 1918. за лекара Александра Радосављевића.
Унук Радомира Путника био је Милутин Ивковић, лекар и познати фудбалер београдских клубова СК Југославија и БАСК, репрезентативац, учесник 9. и 11. Олимпијских игара, заточен 1943. на Бањици због сарадње са партизанима и стрељан у Јајинцима.
Праунук војводе Радомира Путника, Зоран Ивковић, живи у Немачкој и сваке године посећује Србију. Даровао је одређени број предмета и уложио труд да се заоставштина његовог славног претка преда 2009. године Војном музеју у Београду. Као добротвор помаже прилозима за српску цркву, дечје болнице и на друге начине.

## Унапређење у чинове[б]
| Питомац Каплар  | Питомац Поднаредник | Питомац Наредник  | Потпоручник        | Поручник      | Капетан Друге класе |
| --------------- | ------------------- | ----------------- | ------------------ | ------------- | ------------------- |
|                 |                     |                   |                    |               |                     |
| 12. април 1863. | 12. март 1864.      | 2. новембар 1865. | 17. новембар 1866. | 28. јун 1871. | 1. април 1876.      |

| Капетан Прве класе | Мајор             | Потпуковник   | Пуковник      | Генерал       | Војвода           |
| ------------------ | ----------------- | ------------- | ------------- | ------------- | ----------------- |
|                    |                   |               |               |               |                   |
| 1. септембар 1876. | 7. децембар 1876. | 23. мај 1884. | 24. мај 1889. | 15. јун 1903. | 20. октобар 1912. |

## Одликовања

### Домаћа одликовања
- Орден Карађорђеве звезде 1. и 2. реда
- Орден Карађорђеве звезде са мачевима 2, 3. и 4. реда
- Орден белог орла 3, 4. и 5. реда
- Орден таковског крста са мачевима 5. реда
- Орден таковског крста 2. реда
- Орден Светог Саве 1. реда
- Златна и сребрна медаља за храброст
- Споменица рата за ослобођење и независност 1876—1878
- Споменица рата 1885.
- Споменица за ослобођено Косово
- Споменица рата 1913.
- Споменица краља Петра I

### Инострана одликовања
- Орден Гвоздене круне 3. реда, Аустроугарска
- Орден за војничке заслуге 1. реда, Бугарска
- Орден Светог Михаила и Светог Ђорђа са лентом 1. реда, Енглеска
- Орден Румунске круне 2. реда, Румунија
- Орден Светог Станислава 1. реда, Русија
- Орден Светог Станислава са мачевима 2. реда, Русија
- Орден Светог Ђорђа са мачевима 4. реда, Русија
- Орден Легије части 2. реда, Француска

## Галерија
- Спомен плоча на Церу
- Музеј Церске битке
- Споменик у Крагујевцу
- Биста на Церу
- Биста у Београду
- Капела Радомира Путника на Новом гробљу у Београду
- Капела Радомира Путника на Новом гробљу у Београду
- Детаљ са капеле Радомира Путника